# (29457) Marcopolo
(29457) Marcopolo – planetoida z pasa głównego asteroid okrążająca Słońce w ciągu 3 lat i 288 dni w średniej odległości 2,43 j.a. Została odkryta 25 września 1997 roku. Przed nadaniem nazwy planetoida nosiła oznaczenie tymczasowe (29457) 1997 SO4.